# Komló (distrikt)
Komló är ett distrikt i Ungern. Det ligger i provinsen Baranya, i den sydvästra delen av landet, 150 km söder om huvudstaden Budapest.